# Microchordeuma albanicum
Microchordeuma albanicum är en mångfotingart som beskrevs av Karl Wilhelm Verhoeff 1901. Microchordeuma albanicum ingår i släktet Microchordeuma och familjen spinndubbelfotingar. Inga underarter finns listade i Catalogue of Life.